# Oxytropis capusii
Oxytropis capusii är en ärtväxtart som beskrevs av Adrien René Franchet. Oxytropis capusii ingår i släktet klovedlar, och familjen ärtväxter. Inga underarter finns listade i Catalogue of Life.